# ربيع أمريكا اللاتينية
ربيع أمريكا اللاتينية (بالإسبانية: Primavera Latinoamericana) هو سلسلة من الاحتجاجات والانتفاضات والتمردات التي بدأت في جميع أنحاء أمريكا اللاتينية. منذ عام 2015 على الأقل ظلت حركات الاحتجاج على الفساد شائعة في جميع أنحاء أمريكا اللاتينية. وقعت سلسلة من الاحتجاجات في موجتين. كانت البداية الأولى في عام 2015 هي المظاهرات المناهضة للمؤسسة بشكل أساسي بينما جاءت الموجة الثانية في عام 2018 أكثر استهدافًا للمؤسسات والأفراد الفاسدين.
حدثت الأزمات في المنطقة في أعقاب طفرة السلع الأساسية عام 2000، مع حدوث تباطؤ اقتصادي ونمو بطيء خلال عام 2010. واجهت كل من الحكومات اليسارية واليمينية طبقة متوسطة نمت حديثًا نتجت عن الطفرة الاقتصادية التي تحولت إلى احتجاج نتيجة سنوات من الفساد والمصاعب الاقتصادية وتزايد عدم المساواة.

## تسلسل الأحداث

### 2017
في يناير 2017 بدأت الاحتجاجات في فنزويلا بعد اعتقال العديد من قادة المعارضة وإلغاء الحوار بين المعارضة وحكومة نيكولاس مادورو. مع استمرار التوتر، بدأت الأزمة الدستورية الفنزويلية لعام 2017 في أواخر مارس عندما حلت محكمة العدل العليا الموالية لمادورو الجمعية الوطنية بقيادة المعارضة، عقب القرار تزايدت حدة الاحتجاجات بشكل كبير في جميع أنحاء فنزويلا.
بحلول أبريل، أصبحت الاحتجاجات الناجمة عن الأزمة «أكثر دموية منذ موجة الاضطرابات في عام 2014»  مع مئات الآلاف من الفنزويليين الذين يحتجون يوميًا خلال الشهر وحتى مايو. بعد الفشل في منع انتخابات الجمعية التأسيسية في يوليو، فقدت المعارضة والاحتجاجات زخمها إلى حد كبير. 
في عام 2017، تم اعتقال الرئيس البيروفي السابق أولانتا هومالا وزوجته بعد مشاركته في ما يعرف اعلاميا بفضيحة عملية غسيل السيارات.

### 2018
أثرت فضيحة أوديبريشت على المشهد السياسي في بيرو، بعد اتهام الرئيس بيدرو بابلو كوشينسكي بتلقي الرشاوى من شركة البناء البرازيلية أوديبريشت، مما حذى إلى بدء إجراءات عزله مما اضطره على تقديم استقالته نتيجة الضغط السياسي المستمر.
أدت حالات الفساد الجديدة إلى تظاهر الآلاف من مواطني بيرو، ما دعى الرئيس المؤقت مارتين فيزكارا إلى مطالبة مؤتمر المعارضة بالموافقة على استفتاء يتضمن تدابير لمكافحة الفساد. تم إجراء الاستفتاء الدستوري في بيرو لعام 2018، حيث أشادت منظمة الشفافية الدولية بنتائجه، معلنةً أن «هذه فرصة مهمة للغاية، لا تشبه الفرص السابقة حيث يظهر جزئيًا، أن الرئيس يبدو ملتزم حقًا».
في عام 2018، نظمت نيكاراغوا احتجاجات كبرى ضد سياسة دانييل أورتيغا. نتيجة ذلك، لقي مئات الأشخاص حتفهم في اشتباكات ضد قوات الأمن.

### 2019
من أواخر عام 2018 وطوال عام 2019، اشتدت الاحتجاجات في المنطقة مرة أخرى لعدة أسباب مختلفة.